# Língua coeur d’alene
A chamada língua Coeur d’Alene (Snchitsuʼumshtsn) era falada por tão somente duas pessoas dentre os 80 membros da reserva da tribo Coeur d'Alene do norte de Idaho, Estados Unidos em 1999.  é considerada uma língua em perigo de extinção. Porém, os dois idosos remanescentes dos anos 90 como falantes nativos de snchitsu'umshtsn, conforme informação de 2014, a usam para difundir a língua entre outras pessoas de idade.
O Projeto dos Nomes de Locais em Coeur d’Alene visita sítios geográficos na reserva da tribo gravando vídeos e áudios, fazendo fotos de anciãos das tribos para descrever tudo isso, tanto em inglês como em Coeur d’Alene languages.
O programa da língua tribal Coeur d'Alene e os anciãos são ativos na promoção do uso da língua  e criaram programas de computador com sons próprios para uso em frases da língua Snchitsu'umshtsn. A estação de Rádio KWIS FM 88.3 de Plummer, Idaho apresenta programas para preservar o idioma Snchitsu'umshtsn.
Lawrence Nicodemus, "um juiz aposentado e antigo membro do conselho tribal,"  se tornou um especialista na língua. Ele teria trabalhado com a linguista Gladys Reichard na sua juventide e criou uma gramática, um dicionário e material para ensino. Ele ministrou aulas da língua até su falecimento aos 94 anos. O grupo do programa de ensino da tribo Coeur d’Alene "deu aulas e trabalhou com o departamento de línguas e gravou mais de 2 mil horas de áudio e vídeo. São disponíveis classes da língua no North Idaho College.

## Amostra de texto
Pai Nosso

Pipe'et at tch'masq'it,
cha'qhaminchs aaya') schint iskwist,
Che'kut'ich'ilchs aaya') lhe iitspu'us,
Iine'kunmn che'k'u'lntm e tmikhu'lmkhw aats'aqhl at tch'masq'it.
Chelhkuschilhshesh lha a'yya')tminmet aaqhi'wlh,
Chel'u'wistsanqhilhm lhe khwelkhultet,
Aats'aqhl tsanqhillhtmet lhe'plhkhwelkhult te'l chlipust,
Chelhkusch'nshish te'l tse'nuk'ukune'm'n,
Chelh'u'wisnichm lhe ch'est te'l chlipust.
Cha'wu'nsh aats'aqhl.